# Jan Markus Linhof
Jan Markus Linhof (* 7. Mai 1965 in Paris, Frankreich) ist ein deutscher Filmregisseur und Drehbuchautor.

## Leben
Jan Markus Linhof wurde 1965 in Paris, Frankreich, als zweites von fünf Kindern geboren und wuchs dort und am Starnberger See auf. Sein Vater war ein Versicherungsdirektor aus Schlesien, seine Mutter ist die Tochter eines Försters und kommt aus dem Schwarzwald. Linhof ging als Kind auf eine deutsche Schule in Paris und später auf ein Gymnasium in Starnberg. Später begann er ein Sprachenstudium, welches er als Dolmetscher für Französisch und Englisch abschloss.
Er begann verschiedene „Miniatur-Karrieren“ als Vermessungsgehilfe, Altenpfleger, Dolmetscher, Pfadfinderführer, Lackierer und Komparse.
Linhof schloss die Ausbildung zum Kameraassistenten und Volontär ab und wurde später Redakteur bei dem bayrischen Regionalmagazin Bayern Journal, wo er Erfinder und alleiniger Mitarbeiter der Kinosendung Lichtspiele war.
Später produzierte er Imagefilme und Werbespots für die Hypovereinsbank und Edgar Gratispostkarten. Beim WDR war Linhof Lektor von Comedy-Formaten für das Jugendfernsehen. Außerdem stellte er Touristikfilme zur „besseren Vermarktung öder Orte“ und Musikvideos für die Fischer-Chöre her.
Ab 1996 war Linhof einer von vier Regisseuren der Comedy Factory, zog sich aber aus dem Fernsehen zurück und wurde Ressortleiter Kultur beim Münchner Stadtmagazin, später Redaktionsleiter der Internet-Plattform kino.de.
2001 kehrte er zum Fernsehen zurück und war als Regisseur und Co-Autor der WIB-Schaukel für das ZDF tätig. Ab 2003 führte er Sketch-Regie bei Tramitz and Friends, führte Regie bei drei Filmparodien zur Schöneberger-Show und realisierte diverse Serienpiloten mit u. a. Barbara Schöneberger und Erkan und Stefan. Im Winter 2005 war er zusammen mit Martin Schneider auf einer Dokumentarfilmreise in den Himalaya.
Linhof hat laut eigener Aussage „auf privater Ebene ausgeprägte Vorlieben für elektronische Musik, zeitgenössische Kunst und den FC Bayern München“. Er lebt im Süden von München.

## Auszeichnungen
Quelle: herr-linhof.de

### Gewonnen
- 2004: Adolf-Grimme-Preis, Beste Unterhaltung für WIB-Schaukel[3]
- 2009: Deutscher Comedypreis, Beste Sketchcomedy für Ladykracher
- 2010: Deutscher Comedypreis, Beste Sketchcomedy für Ladykracher
- 2011: Deutscher Comedypreis, Beste Sketchcomedy für Ladykracher
- 2011: Deutscher Fernsehpreis, Beste Comedy für Ladykracher
- 2014: Gewinner ZDFneo TVLab mit Blockbustaz

### Nominiert
- 1997: Goldene Rose Montreux, Best Comedy für Comedy Factory
- 1998: Telestar, Beste Comedy-Sendung für Comedy Factory
- 2003: Goldene Rose Montreux, Best Comedy für WIB-Schaukel
- 2003: Deutscher Fernsehpreis, Beste Comedy-Sendung für WIB-Schaukel
- 2004: Deutscher Comedypreis, Beste Sketch Show für Tramitz and Friends
- 2005: Deutscher Comedypreis, Beste Sketch Show für Tramitz and Friends
- 2010: Deutscher Comedypreis, Beste Comedyserie für Pastewka 4
- 2011: Deutscher Comedypreis, Beste Comedyserie für Pastewka 5
- 2012: Adolf-Grimme-Preis, Beste Unterhaltung für Pastewka 5[4]
- 2013: Deutscher Fernsehpreis, Beste Serie für Hubert und Staller
- 2019: Jupiter Award, Publikumspreis Beste TV-Serie National für Blockbustaz II

## Filmografie (Auswahl)
- 1995–1998: Comedy Factory, 3 Staffeln
- 2001–2004: WIB-Schaukel, 66 Folgen
- 2003–2006: Tramitz and Friends, 3 Staffeln
- 2006–2008: Disneys Kurze Pause, 3 Staffeln
- 2007: Die dreisten Drei, 3 Folgen
- 2008: Kesslers Knigge, 6 Folgen
- 2008–2011: Ladykracher, 4 Staffeln
- 2009–2010: Pastewka, 11 Folgen
- 2012–2015: Hubert und Staller (14 Folgen)
- 2015: Blockbustaz, 6 Folgen
- 2016: Hubert und Staller – Unter Wölfen
- 2018: Merz gegen Merz, 4 Folgen
- 2023: Wir sind die Meiers

Quelle: